# Hugo-díjas rövid kisregények
A Hugo-díjas és a díjra jelölt rövid kisregények listája.
A World Science Fiction Society meghatározása szerint rövid kisregény (novelette) a 7500 és 17500 szó közötti terjedelmű írásmű. A Hugo-díjat ebben a kategóriában 1955-ben osztották ki először, viszont 1957-ben, valamint 1960 és 1966 között nem volt róla szavazás. 1958-ban a regények és a rövid kisregények közös kategóriában versengtek, a díjat Fritz Leiber regénye, a The Big Time kapta.

## Győztesek és jelöltek
| Év   | Győztes | Többi jelölt |
| ---- | --- | --- |
| 2013 | The Girl-Thing Who Went Out for Sushi, írta: Pat Cadigan                                                   | - In Sea-Salt Tears, írta: Seanan McGuire - Rat-Catcher, írta: Seanan McGuire - The Boy Who Cast No Shadow, írta Thomas Olde Heuvelt - Fade to White, írta: Catherynne M. Valente |
| 2012 | Six Months, Three Days írta: Charlie Jane Anders                                                           | - The Copenhagen Interpretation írta: Paul Cornell - Fields of Gold írta: Rachel Swirsky - Ray of Light írta: Brad R. Torgersen - What We Found írta: Geoff Ryman |
| 2011 | The Emperor of Mars írta: Allen Steele                                                                     | - Eight Miles írta: Sean McMullen - The Jaguar House, in Shadow írta: Aliette de Bodard - The Leviathan, Whom Thou Hast Made írta: Eric James Stone - Plus or Minus írta: James Patrick Kelly |
| 2010 | The Island írta: Peter Watts                                                                               | - Eros, Philia, Agape írta: Rachel Swirsky - It Takes Two írta: Nicola Griffith - One of Our Bastards is Missing írta: Paul Cornell - Overtime írta: Charles Stross - Sinner, Baker, Fabulist, Priest; Red Mask, Black Mask, Gentleman, Beast írta: Eugie Foster |
| 2009 | Shoggoths in Bloom írta: Elizabeth Bear                                                                    | - Alastair Baffle's Emporium of Wonders írta: Mike Resnick - The Gambler írta: Paolo Bacigalupi - Pride and Prometheus írta: John Kessel - The Ray-Gun: A Love Story írta: James Alan Gardner |
| 2008 | The Merchant and the Alchemist's Gate (A kereskedő és a bölcsek kapuja) írta: Ted Chiang                   | - The Cambist and Lord Iron: a Fairytale of Economics írta: Daniel Abraham - Dark Integers írta: Greg Egan - Glory írta: Greg Egan - Finisterra írta: David Moles |
| 2007 | The Djinn's Wife (A dzsinn felesége) írta: Ian McDonald                                                    | - All the Things You Are írta: Mike Resnick - Dawn, and Sunset, and the Colours of the Earth írta: Michael F. Flynn - Pol Pot's Beautiful Daughter (Fantasy) írta: Geoff Ryman - Yellow Card Man írta: Paolo Bacigalupi |
| 2006 | Two Hearts (Két szív) írta: Peter S. Beagle                                                                | - The Calorie Man írta: Paolo Bacigalupi - TelePresence írta: Michael A. Burstein - I, Robot írta: Cory Doctorow - The King of Where-I-Go írta: Howard Waldrop |
| 2005 | The Faery Handbag írta: Kelly Link                                                                         | - The People of Sand and Slag írta: Paolo Bacigalupi - The Clapping Hands of God írta: Michael F. Flynn - Biographical Notes to 'A Discourse on the Nature of Causality, with Airplanes', írta: Benjamin Rosenbaum - The Voluntary State írta: Christopher Rowe |
| 2004 | Legions in Time írta: Michael Swanwick                                                                     | - Empire of Ice Cream írta: Jeffrey Ford - Bernardo's House írta: James Patrick Kelly - Into the Gardens of Sweet Night írta: Jay Lake - Hexagons írta: Robert Reed - Nightfall írta: Charles Stross |
| 2003 | Slow Life (Lassú élet) írta: Michael Swanwick                                                              | - Liking What You See: A Documentary írta: Ted Chiang - The Wild Girls írta: Ursula K. Le Guin - Presence írta: Maureen F. McHugh - Halo írta: Charles Stross |
| 2002 | Hell Is the Absence of God (A pokol mint Isten hiánya) írta: Ted Chiang                                    | - Undone írta: James Patrick Kelly - The Days Between írta: Allen Steele - Lobsters írta: Charles Stross - The Return of Spring írta: Shane Tourtellotte |
| 2001 | Millennium Babies írta: Kristine Kathryn Rusch                                                             | - On the Orion Line írta: Stephen Baxter - Redchapel írta: Mike Resnick - Generation Gap írta: Stanley Schmidt - Agape Among the Robots írta: Allen Steele |
| 2000 | 1016 to 1 írta: James Patrick Kelly                                                                        | - Stellar Harvest írta: Eleanor Arnason - Border Guards írta: Greg Egan - The Secret History of the Ornithopter írta: Jan Lars Jensen - The Chop Girl írta: Ian R. MacLeod - Fossil Games írta: Tom Purdom |
| 1999 | Taklamakan írta: Bruce Sterling                                                                            | - The Planck Dive írta: Greg Egan - Time Gypsy írta: Ellen Klages - Steamship Soldier on the Information Front írta: Nancy Kress - Echea írta: Kristine Kathryn Rusch - Zwarte Piet's Tale írta: Allen Steele - Divided by Infinity írta: Robert Charles Wilson |
| 1998 | We Will Drink a Fish Together… írta: Bill Johnson                                                          | - Moon Six írta: Stephen Baxter - Broken Symmetry írta: Michael A. Burstein - Three Hearings on the Existence of Snakes in the Human Bloodstream írta: James Alan Gardner - The Undiscovered írta: William Sanders |
| 1997 | Bicycle Repairman (A kerékpárszerelő) írta: Bruce Sterling                                                 | - Age of Aquarius írta: William Barton - Beauty and the Opéra or The Phantom Beast írta: Suzy McKee Charnas - Mountain Ways írta: Ursula K. Le Guin - The Land of Nod írta: Mike Resnick |
| 1996 | Think Like a Dinosaur (Dinoszaurusz-logika) írta: James Patrick Kelly                                      | - Luminous írta: Greg Egan - TAP írta: Greg Egan - When the Old Gods Die írta: Mike Resnick - The Good Rat írta: Allen Steele - Must and Shall írta: Harry Turtledove |
| 1995 | The Martian Child írta: David Gerrold                                                                      | - Cocoon (Burok) írta: Greg Egan - The Singular Habits of Wasps írta: Geoffrey A. Landis - The Matter of Seggri írta: Ursula K. Le Guin - Solitude írta: Ursula K. Le Guin - A Little Knowledge írta: Mike Resnick |
| 1994 | Georgia on My Mind (Georgia Titka) írta: Charles Sheffield                                                 | - The Shadow Knows írta: Terry Bisson - The Franchise írta: John Kessel - Dancing on Air írta: Nancy Kress - Deep Eddy írta: Bruce Sterling |
| 1993 | The Nutcracker Coup írta: Janet Kagan                                                                      | - True Faces írta: Pat Cadigan - In the Stone House írta: Barry N. Malzberg - Danny Goes to Mars írta: Pamela Sargent - Suppose They Gave a Peace… írta: Susan Shwartz |
| 1992 | Gold írta: Isaac Asimov                                                                                    | - Dispatches from the Revolution írta: Pat Cadigan - Understand írta: Ted Chiang - Fin de Cyclé írta: Howard Waldrop - Miracle írta: Connie Willis |
| 1991 | The Manamouki írta: Mike Resnick                                                                           | - The Coon Rolled Down and Ruptured His Larinks, A Squeezed Novel by Mr. Skunk írta: Dafydd ab Hugh - Tower of Babylon (Bábel tornya) írta: Ted Chiang - A Braver Thing írta: Charles Sheffield - Over the Long Haul írta: Martha Soukup |
| 1990 | Enter a Soldier. Later: Enter Another (Végy egy katonát…) írta: Robert Silverberg                          | - Dogwalker (Kutyafuttató) írta: Orson Scott Card - Everything But Honor írta: George Alec Effinger - The Price of Oranges (A narancs ára) írta: Nancy Kress - For I Have Touched the Sky írta: Mike Resnick - At the Rialto írta: Connie Willis |
| 1989 | Schrödinger's Kitten írta: George Alec Effinger                                                            | - Ginny Sweethips' Flying Circus írta: Neal Barrett, Jr. - The Function of Dream Sleep írta: Harlan Ellison - Peaches for Mad Molly írta: Steven Gould - Do Ya, Do Ya, Wanna Dance? írta: Howard Waldrop |
| 1988 | Buffalo Gals, Won't You Come Out Tonight (Ti buffaló lyányok, jertek ki ma éjjel) írta: Ursula K. Le Guin  | - Dream Baby írta: Bruce McAllister - Rachel in Love (A szerelmes Rachel) írta: Pat Murphy - Flowers of Edo írta: Bruce Sterling - Dinosaurs (Dinoszauruszok) írta: Walter Jon Williams |
| 1987 | Permafrost (Örök jég) írta: Roger Zelazny                                                                  | - Thor Meets Captain America írta: David Brin - Hatrack River írta: Orson Scott Card - The Winter Market (Álomkirályok) írta: William Gibson - The Barbarian Princess írta: Vernor Vinge |
| 1986 | Paladin of the Lost Hour (Az elveszett óra őrzője) írta: Harlan Ellison                                    | - A Gift from the GrayLanders írta: Michael Bishop - The Fringe írta: Orson Scott Card - Dogfight (Párharc) írta: Michael Swanwick és William Gibson - Portraits of His Children írta: George R. R. Martin |
| 1985 | Bloodchild írta: Octavia E. Butler                                                                         | - The Weigher írta: Eric Vinicoff és Marcia Martin - The Lucky Strike írta: Kim Stanley Robinson - Silicon Muse írta: Hilbert Schenck - The Man Who Painted the Dragon Griaule írta: Lucius Shepard - Blued Moon (Megkékített hold) írta: Connie Willis - Return to the Fold írta: Timothy Zahn                                                                            |
| 1984 | Blood Music (Vérzene) írta: Greg Bear                                                                      | - The Monkey Treatment írta: George R. R. Martin - Black Air (Fekete levegő) írta: Kim Stanley Robinson - Slow Birds írta: Ian Watson - The Sidon in the Mirror írta: Connie Willis |
| 1983 | Fire Watch írta: Connie Willis                                                                             | - Nightlife írta: Phyllis Eisenstein - Swarm (A Raj) írta: Bruce Sterling - Aquila írta: Somtow Sucharitkul - Pawn's Gambit írta: Timothy Zahn |
| 1982 | Unicorn Variations írta: Roger Zelazny                                                                     | - The Quickening írta: Michael Bishop - The Thermals of August írta: Edward Bryant - The Fire When It Comes írta: Parke Godwin - Guardians írta: George R. R. Martin |
| 1981 | The Cloak and the Staff írta: Gordon R. Dickson                                                            | - Savage Planet írta: Barry B. Longyear - The Lordly Ones írta: Keith Roberts - The Autopsy írta: Michael Shea - Beatnik Bayou írta: John Varley - The Ugly Chickens írta: Howard Waldrop |
| 1980 | Sandkings (Homokkirályok) írta: George R. R. Martin                                                        | - The Locusts írta: Larry Niven és Steven Barnes - Homecoming írta: Barry B. Longyear - Fireflood írta: Vonda N. McIntyre - Palely Loitering írta: Christopher Priest - Options írta: John Varley |
| 1979 | Hunter's Moon írta: Poul Anderson                                                                          | - Mikal's Songbird írta: Orson Scott Card - The Man Who Had No Idea írta: Thomas M. Disch - Devil You Don't Know írta: Dean Ing - The Barbie Murders írta: John Varley |
| 1978 | Eyes of Amber (Borostyánszemek) írta: Joan D. Vinge                                                        | - Ender's Game írta: Orson Scott Card - Prismatica írta: Samuel R. Delany - The Ninth Symphony of Ludwig van Beethoven and Other Lost Songs írta: Carter Scholz - The Screwfly Solution írta: James Tiptree, Jr. |
| 1977 | The Bicentennial Man (A két évszázados ember) írta: Isaac Asimov                                           | - The Diary of the Rose írta: Ursula K. Le Guin - Gotta Sing, Gotta Dance írta: John Varley - The Phantom of Kansas írta: John Varley |
| 1976 | The Borderland of Sol (A Naprendszer peremén) írta: Larry Niven                                            | - The New Atlantis írta: Ursula K. Le Guin - And Seven Times Never Kill Man írta: George R. R. Martin - Tinker írta: Jerry Pournelle - San Diego Lightfoot Sue írta: Tom Reamy |
| 1975 | Adrift Just Off the Islets of Langerhans: Latitude 38° 54' N, Longitude 77° 00' 13" W írta: Harlan Ellison | - — That Thou art Mindful of Him (…hogy engedelmességgel tartozol Neki) írta: Isaac Asimov - Midnight by the Morphy Watch írta: Fritz Leiber - After the Dreamtime írta: Richard A. Lupoff - Extreme Prejudice írta: Jerry Pournelle - Nix Olympica írta: William Walling - A Brother to Dragons, a Companion of Owls írta: Kate Wilhelm                                   |
| 1974 | The Deathbird írta: Harlan Ellison                                                                         | - The City on the Sand írta: George Alec Effinger - Of Mist, and Grass, and Sand (Köd, Fű és Homok) írta: Vonda N. McIntyre - He Fell Into a Dark Hole írta: Jerry Pournelle - Love Is the Plan the Plan Is Death írta: James Tiptree, Jr. |
| 1973 | Goat Song írta: Poul Anderson                                                                              | - A Kingdom by the Sea írta: Gardner Dozois - Basilisk írta: Harlan Ellison - Patron of the Arts (A müpártoló) írta: William Rotsler - Painwise írta: James Tiptree, Jr. |
| 1969 | The Sharing of Flesh írta: Poul Anderson                                                                   | - Total Environment írta: Brian W. Aldiss - Getting Through University írta: Piers Anthony - Mother to the World (Világanya) írta: Richard Wilson |
| 1968 | Gonna Roll the Bones (Gurítsd a csontot!) írta: Fritz Leiber                                               | - Faith of Our Fathers (Apáink hite) írta: Philip K. Dick - Pretty Maggie Moneyeyes (Dollárszemű kicsi Maggie) írta: Harlan Ellison - Wizard's World írta: Andre Norton |
| 1967 | The Last Castle (Az utolsó várkastély) írta: Jack Vance                                                    | - Call Him Lord írta: Gordon R. Dickson - Apology to Inky írta: Robert M. Green, Jr. - The Alchemist írta: Charles L. Harness - An Ornament to His Profession írta: Charles L. Harness - The Eskimo Invasion írta: Hayden Howard - The Manor of Roses írta: Thomas Burnett Swann - For a Breath I Tarry írta: Roger Zelazny - This Moment of the Storm írta: Roger Zelazny |
| 1959 | The Big Front Yard (A nagy udvar) írta: Clifford D. Simak                                                  | - Unwillingly to School írta: Pauline Ashwell - Second Game írta: Katherine MacLean és Charles V. De Vet - Captivity írta: Zenna Henderson - Shark Ship (aka: Reap the Dark Tide) írta: C.M. Kornbluth - A Deskful of Girls írta: Fritz Leiber - Rat in the Skull írta: Rog Phillips - The Miracle-Workers (Démonmesterek) írta: Jack Vance                                |
| 1958 | The Big Time írta: Fritz Leiber                                                                            | The Big Time írta: Fritz Leiber |
| 1956 | Exploration Team írta: Murray Leinster                                                                     | Exploration Team írta: Murray Leinster |
| 1955 | The Darfsteller írta: Walter M. Miller, Jr.                                                                | The Darfsteller írta: Walter M. Miller, Jr. |

### Retro Hugo-díjak
| ÉV                   | Győztes                                                     | Többi jelölt |
| -------------------- | ----------------------------------------------------------- | --- |
| 1954 (díjazva: 2004) | Earthman, Come Home írta: James Blish                       | - Sam Hall írta: Poul Anderson - The Adventure of the Misplaced Hound (A befurakodott véreb) írta: Poul Anderson - The Wall Around the World (Fal a világ körül) írta: Theodore Cogswell - Second Variety (Második változat) írta: Philip K. Dick |
| 1951 (díjazva: 2001) | The Little Black Bag (Az orvosi táska) írta: C.M. Kornbluth | - The Helping Hand írta: Poul Anderson - Okie írta: James Blish - Dear Devil írta: Eric Frank Russell - Scanners Live in Vain írta: Cordwainer Smith                                                                                              |
| 1946 (díjazva: 1996) | First Contact (Az első találkozás) írta: Murray Leinster    | - Pi in the Sky írta: Fredric Brown - Into Thy Hands írta: Lester del Rey - The Piper's Son írta: Lewis Padgett - The Mixed Men írta: A. E. van Vogt                                                                                              |

## Lásd még
- Nebula-díjas novellák